# Luc-la-Primaube
Luc-la-Primaube – miejscowość i gmina we Francji, w regionie Oksytania, w departamencie Aveyron. W 2013 roku jej populacja wynosiła 6018 mieszkańców. 

## Zabytki
Zabytki w miejscowości posiadające status monument historique:
- zamek w osadzie Planèzes (fr. Château de Planèzes)